# Équipe d'Ukraine de baseball
Uniformes
L'équipe d'Ukraine de baseball représente la Fédération d'Ukraine de baseball lors des compétitions internationales, comme le Championnat d'Europe de baseball ou la Coupe du monde de baseball notamment.
Le prochain grand rendez-vous international de la sélection ukrainienne est la phase finale du Championnat d'Europe de baseball 2007 qui se tient du 7 au 16 septembre 2007 en Espagne.

## Palmarès
Championnat d'Europe de baseball
- 1995 : 9e
- 1997 : 11e
- 1999 : non qualifiée
- 2001 : 11e
- 2003 : non qualifiée
- 2005 : 10e
- 2007 : 9e
- 2010 : 11 à 12e